# Chaetophora tessellata
Chaetophora tessellata is een keversoort uit de familie pilkevers (Byrrhidae). De wetenschappelijke naam van de soort is voor het eerst geldig gepubliceerd in 1850 door LeConte.